# Соменки
Соменки — деревня в Руднянском районе Смоленской области России. Входит в состав Кляриновского сельского поселения. По состоянию на 2007 год постоянного населения не имеет. 
Расположена в западной части области в 21 км к северу от Рудни, в 16 км северо-западнее автодороги Р130 Демидов - Рудня. В 32 км южнее деревни расположена железнодорожная станция Рудня на линии Смоленск — Витебск. 

## История
В годы Великой Отечественной войны деревня была оккупирована гитлеровскими войсками в июле 1941 года, освобождена в октябре 1943 года.